# Josias Rantzau
Josias Rantzau, seigneur de Bothkamp, souvent écrit Ranzau, (né le 18 octobre 1609 à Bothkamp près de Kiel, mort le 14 septembre 1650 à Paris) fut un homme de guerre allemand qui devint maréchal de France, l'un des personnages les plus aventureux de la guerre de Trente Ans, ainsi que de la guerre simultanée que se livraient l'Espagne et la Hollande (guerre de Quatre-Vingts Ans).

## Jeunesse et débuts militaires

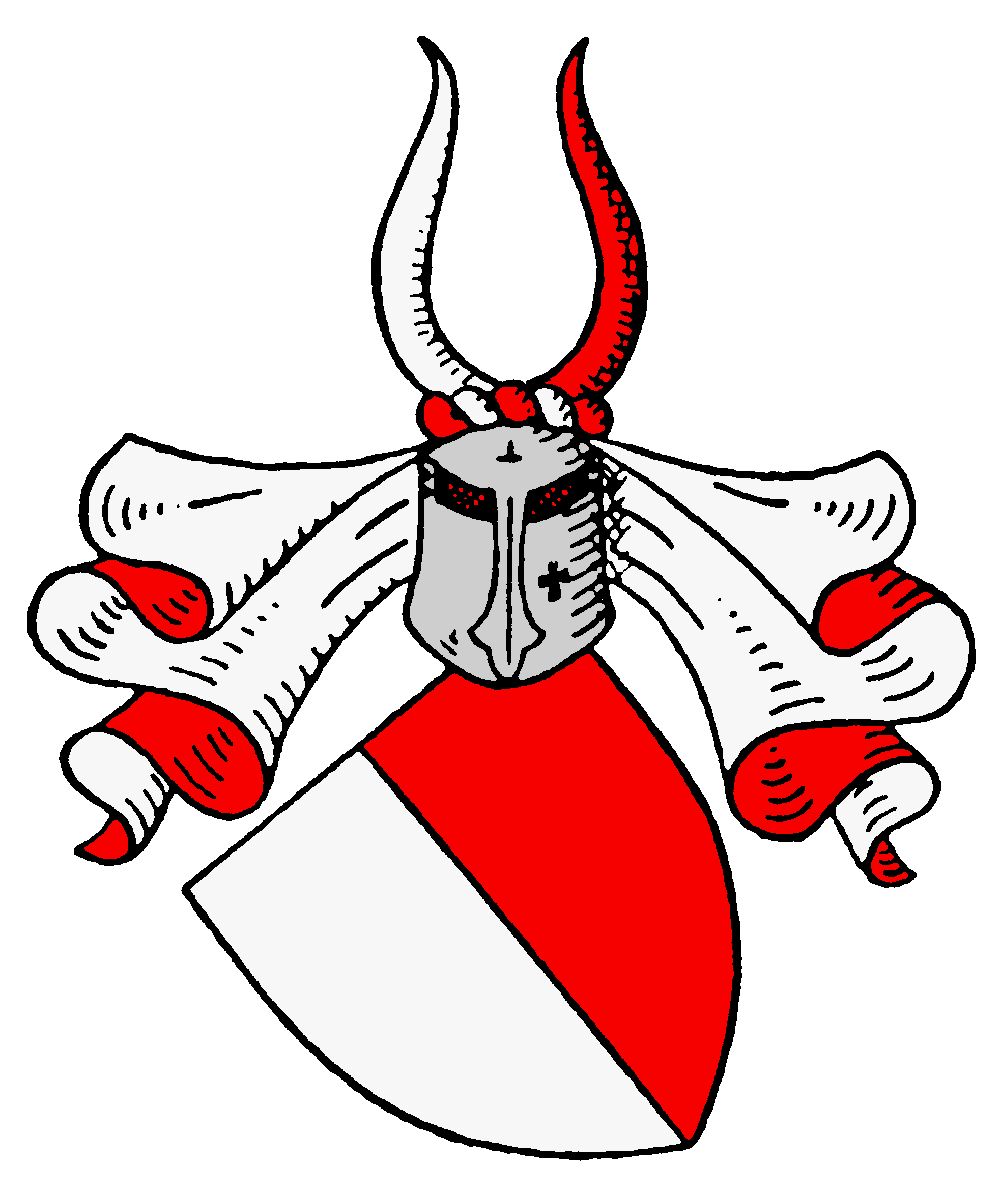
Armoiries de la famille Rantzau.

Josias est le petit-fils de Paul, plus jeune fils de Johann. Il reçoit une bonne éducation et aurait appris près de huit langues. 
Pendant sa jeunesse, Josias sert successivement dans les armées du prince Maurice d'Orange, de Christian IV de Danemark, du roi de Suède, de l'Empereur puis à nouveau de Suède jusqu'en 1635.

## Au service de la France
En 1635, il accompagne en France le chancelier suédois Oxenstierna, lorsque Louis XIII le retient et lui offre le commandement du régiment allemand de Rantzaw, levé par commission du 11 mai. Il sert avec ce corps dans l'armée d'Allemagne sous les ordres du cardinal de La Valette et du duc de Saxe-Weimar. 
Il entre en Alsace avec le cardinal, le 17 janvier 1636. La fuite des ennemis lui ouvre le passage, laissant à Rantzau la liberté de ravitailler Colmar et Sélestat. Il marche sur Erstein où sont postés 100 cavaliers. Il les poursuit, en tue un grand nombre, et fait 36 prisonniers. Il ravitaille ensuite Haguenau.

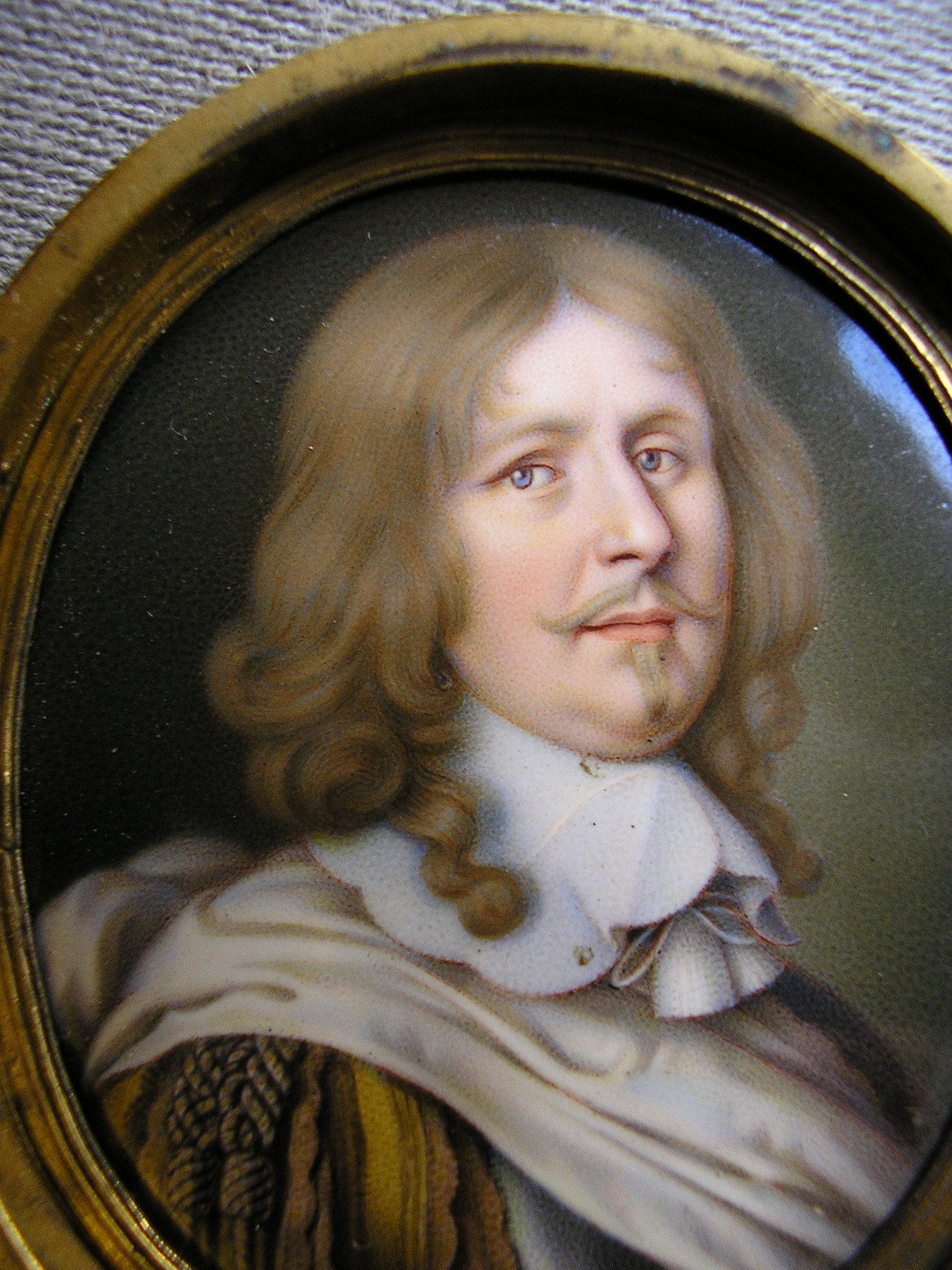
Josias de Rantzau, maréchal de France (1609-1650)

Après cette campagne, on lui accorde un régiment de cavalerie allemande, et il est fait maréchal de camp par brevet du 18 février. Il sert en Franche-Comté et perd un œil lors du siège de Dole. Chargé de conduire 1 600 hommes à Saint-Jean-de-Losne, il part à la tombée de la nuit, passe la Saône à Auxonne, et, à la faveur de la nuit, entre à la tête de ses troupes dans Saint-Jean-de-Losne. À la pointe du jour, il fait une sortie et tue 200 hommes. 
Ce secours, joint à une héroïque défense des habitants de Saint-Jean-de-Losne, (qui valut à la ville le nom de Belle-Défense), obligent le duc de Lorraine et Gallas à lever le siège le 3 novembre, en abandonnant leurs canons et une partie de leurs bagages. Rantzau les poursuit, tombe sur leur arrière-garde et leur fait encore éprouver une perte de 8 000 hommes.
Par pouvoir du 3 mars 1637, il est nommé lieutenant-général, commandant un corps d'armée qu'il est chargé de lever en Allemagne et amener au service du roi. N'ayant pas réussi dans cette tâche, il est démis de ses régiments en 1638, et avec la permission du roi, il passe deux ans au Danemark.
De retour en France en 1640, on l'emploie comme maréchal de camp dans l'armée de Flandre. Il a une main estropiée, et perd une jambe au siège d'Arras qui se rend le 9 août. Employé avec le même grade dans l'armée commandée par le maréchal de La Meilleraye, il reçoit trois blessures lors du siège d'Aire qui capitule le 27 juillet 1641. Il se signale par son courage, lors de la retraite de l'armée française après la prise de la ville.
Il combat sous le maréchal de Guiche, à la bataille de Honnecourt, le 26 mai 1642, où il reçoit quatre blessures et est fait prisonnier. Maréchal de camp dans l'armée commandée par le duc d'Enghien, il se trouve à la bataille de Rocroi le 19 mai et au siège de Thionville qui se rend le 10 août. Le 12, il reçoit le commandement d'un régiment de cavalerie. Il marche à l'attaque de Sierck qui tombe le 1er septembre; le château capitule deux jours plus tard. Le 22 septembre il est chargé de commander le secours destiné à joindre le maréchal de Guébriand qui fait le siège de Rottweil. Lorsque ce dernier est blessé, c'est Rantzau qui prend le commandement et contraint le gouverneur de Rottweil à se rendre le 19 novembre.
Surpris et battu par Jean de Werth à la bataille de Tuttlingen le 24 novembre 1643, il est fait prisonnier. Il est fait lieutenant-général des armées du roi le 22 avril 1644, et employé dans l'armée de Flandres, sous les ordres du maréchal de La Meilleraye. Il sert au siège de Gravelines qui se rend le 28 juillet. Il lève par commission du 10 décembre un régiment d'infanterie allemande sous le nom de Royal-Allemand. 
Employé comme Lieutenant-général dans l'armée de Picardie, sous les ordres de Philippe d'Orléans par lettre du 19 mai 1645, il prend d'assaut la ville de Cassel. Il est nommé maréchal de France le 30 juin 1645 et assiège Mardyck qui capitule le 11 juillet. Il prend le fort de Lynck et Bourbourg le 9 août, Lillers Béthune et Saint-Venant au la fin du même mois. 
Commandant l'armée de Flandre sous Philippe d'Orléans et le duc d'Enghien, avec les maréchaux Gassion et Gramont, il prend part à la prise de Courtrai, de Bergues-Saint-Winocq, de Furnes et de Dunkerque. Il obtient alors le gouvernement de Dunkerque, Bergues, Mardyck, Furnes et des forts qui en dépendent.
Avec le maréchal de Gassion, il marche au secours de Landrecies, assiégé par Ottavio Piccolomini. Arrivé le 1er juillet à Harrape, il passe la Sambre le 2 à hauteur de Catillon avec 20 canons. Bien résolu de forcer les lignes ennemies, il fait préparer des fascines pour combler les fossés, lorsqu'il reçoit l'ordre de renoncer à l'attaque et d'abandonner Landrecies. 
Pendant que Gassion s'empare de La Bassée, Rantzau se rend maître de Dixmude, de La Kenaque, de Nieufdam et de L'Écluse. Pour transporter à Dixmude les armes et les munitions du fort de L'Écluse que Rantzau fait raser, il faut passer sur une digue, où le marquis de Caraccèue s'est posté. Le convoi s'avance, et bientôt les deux armées se trouvent engagées sur la digue sans suffisamment d'espace pour utiliser les armes à feu. Dans le combat qui a lieu à l'épée, les Espagnols perdent 300 hommes alors que 50 Français sont faits prisonniers. Après la blessure de Gassion, Rantzau continue le siège de Lens. La ville demande à capituler le 2 octobre, et la garnison se rend le 3.
Le 28 avril, sous les ordres du duc d'Enghien, il participe à la prise d'Ypres. Le comte de Fuensaldagna l'attaque quelques jours après vers Dixmude, le bat et le fait prisonnier. On licencia son régiment à la paix de Munster, le 24 octobre. Sur quelques vagues soupçons de trahison, il est arrêté le 27 février 1649. Il parvient à se justifier, et sort de prison le 22 janvier 1650. Mais à la suite de son incarcération, il tombe malade et meurt d'hydropisie le 4 septembre suivant.

## Mariage
Rantzau épouse Hedwig Margarethe Elisabeth, fille cadette du gouverneur danois Gerhard Rantzau. Les deux époux s'installent en France, se convertissent au catholicisme, ce qui leur vaut d'être déshérités. Le couple reste sans enfants. D'après certains, le maréchal de Rantzau serait le père de Louis XIV et le masque de fer.

## Épitaphe
Il semble que Rantzau ait plus brillé par une témérité indomptable - souvent couronnée de succès - que par de vrais talents de stratège militaire. La passion excessive qu'il avait pour le vin lui fit manquer plusieurs projets et le livra à des emportements qui aurait pu lui devenir très funestes. Il avait été tellement mutilé à la guerre qu'on lui fit cette épitaphe :
« Du corps du grand Rantzau, tu n'es qu'une des parts,
L'autre moitié reste dans les places de Mars
Il dispersa partout ses membres et sa gloire,
Tout abattu qu'il fut, il demeura vainqueur
Son sang fut en cent lieux le prix de la victoire
Et Mars ne lui laissa rien d'entier que le cœur. »